# Jumbo Cove
Die Jumbo Cove ist eine kleine Bucht an der Nordküste Südgeorgiens. Sie liegt 800 m südöstlich des Busen Point.
Wissenschaftler der britischen Discovery Investigations kartierten sie zwischen 1926 und 1930. Der Benennungshintergrund ist nicht überliefert.